# Up in the Air (película)
Up in the Air (Amor sin escalas, en Hispanoamérica) es una película estadounidense de género comedia/drama del año 2009 dirigida por Jason Reitman y coescrita por Reitman en compañía de Sheldon Turner. Se trata de una adaptación cinematográfica de la novela homónima de Walter Kirn, publicada en 2001. Se centra en una empresa de despidos, donde su corporativo Ryan Bingham (George Clooney) realiza viajes por los Estados Unidos. La película sigue su vida y filosofía aislada y la gente que conoce en el camino. El rodaje fue principalmente en San Luis, Misuri, que sustituye a varias otras ciudades. Se filmaron escenas en Detroit; en Omaha, Nebraska; en Las Vegas, y en Miami.

## Sinopsis
Ryan Bringhman (George Clooney) es la estrella de una empresa que es contratada por otras para despedir a sus empleados. Por ello, pasa sus días viajando en avión y considera a los aeropuertos y a los aviones su verdadera casa. No ve prácticamente a su familia y no cree en las relaciones de pareja estables. Pero, cuando una joven compañera de trabajo, Natalie Keener (Anna Kendrick) propone un nuevo modo de despido en el que no hace falta viajar, todo se complica y Ryan se opone. Entonces, su jefe toma una decisión: Ryan tiene dos meses para demostrar que, pese a los gastos, la empresa debe continuar con los viajes, llevando consigo a su nueva compañera.

## Trama
Ryan Bingham (George Clooney) trabaja para una empresa de consultoría de recursos humanos que se especializa en asistencia por despido, él se gana la vida viajando por todo Estados Unidos realizando despidos cara a cara de empleados de diferentes empresas en nombre de los empleadores. También es un gurú motivacional que hace conferencias donde da discursos, usando la analogía "¿Qué hay en tu mochila?" para enseñar las virtudes de una vida libre de relaciones con las personas y las cosas. Como viajero frecuente, Ryan no tiene una residencia fija, disfruta de sus viajes en avión y aspira a convertirse en la séptima persona en ganar diez millones de millas del programa de viajero frecuente con la aerolínea American Airlines. Durante sus viajes, se encuentra con otro viajero frecuente, una mujer llamada Alex (Vera Farmiga), y ambos comienzan una relación casual.
Ryan es llamado por su compañía para regresar a las oficinas de ésta en Omaha, Nebraska. Natalie Keener (Anna Kendrick), una joven ambiciosa, es una nueva empleada que promueve un programa diseñado para que la compañía reduzca costos mediante despidos remotos por videoconferencia. Ryan expresa su preocupación de que el programa pueda ser visto como indiferente y apático, argumentando que Natalie no sabe nada sobre la realidad del proceso de despido o cómo manejar a las personas que se molestan después de que son despedidas. Luego, él propone un juego de roles y desempeña el papel de un empleado despedido, lo que al final hace demostrar la inexperiencia de Natalie al no poder controlar la situación. El jefe de la compañía (Jason Bateman) le da a Ryan dos meses para que demuestre que la empresa no debe aplicar el programa de despido remoto, le dice también que lleve a Natalie con él en su próxima ronda de despidos para mostrarle cómo es el trabajo y que adquiera experiencia.
Antes de viajar, Ryan recibe una gigantografía recortada en la que se ve a su hermana menor Julie con su prometido, luego su hermana le pide que saque fotos de lugares y paisajes por los que él viaja en los que se vea la gigantografía (para que parezca que la pareja estuvo allí) y luego lleve las fotos a la boda. En el aeropuerto, Ryan le muestra a Natalie algunos trucos para viajar mejor. Él le pide que compre equipaje nuevo y le muestra cómo moverse eficientemente por la seguridad del aeropuerto al estereotipar a otros viajeros. Mientras viajan juntos, Natalie cuestiona las filosofías de Ryan sobre la vida, particularmente sobre las relaciones y el amor, pero Ryan está convencido de que está más que feliz con su estilo de vida solitario.
Ambos viajan a una empresa en Saint Louis y Ryan le muestra a Natalie cómo es el trabajo de despedir y luego consolar a los empleados. Luego viajan a otra empresa en Wichita donde Natalie le pide a Ryan si puede ella intentar despedir a un empleado y Ryan asiente. Natalie no puede controlar la situación y se retira del edificio al sufrir un ataque de nervios después de que la empleada a la que estaba despidiendo amenaza con suicidarse. Ryan la tranquiliza y le dice que las personas siempre se angustian y que cosas así pasan todo el tiempo, pero Natalie le dice que la mujer estaba muy calmada como para mentir sobre suicidarse.
Ryan se encuentra con Alex y luego ambos consuelan a Natalie cuando quiebra en llanto después de que su novio la abandona sin previo aviso mediante mensaje de texto. El programa de despido mediante videoconferencia propuesto por Natalie es probado por primera vez y las preocupaciones que Ryan planteó anteriormente se vuelven realidad, después de que una persona despedida llora ante la cámara y Natalie no logra consolarlo. Más tarde, Natalie cuestiona la negativa de Ryan a considerar un compromiso con Alex a pesar de su evidente compatibilidad y se enfurece; ella se disculpa más tarde, y poco después se les ordena a los dos regresar a Omaha para implementar el programa de Natalie.
En lugar de regresar de inmediato a Omaha, Ryan convence a Alex para que lo acompañe a la boda de su hermana. Ryan se entera de que la razón por la que su hermana hizo que los invitados tomen fotos con la gigantografía recortada de la pareja en varios lugares fue porque ellos no pueden permitirse viajar de luna de miel, pero que eso no les permitiría "tener recuerdos". Cuando el prometido de Julie, Jim (Danny McBride), tiene dudas , la hermana mayor de Ryan, le pide a Ryan que use sus habilidades motivacionales para persuadir al novio de que continúe con la boda. Aunque esto va en contra de la filosofía personal de Ryan, él convence a Jim de casarse al argumentarle que la vida no tiene sentido si no se comparte con otra persona y que todos necesitan un copiloto, la boda continúa sin problemas.
Ryan comienza a tener dudas sobre su vida y sus filosofías.
Cuando comienza a dar su discurso durante una conferencia de "¿Qué hay en tu mochila?" en una convención en Las Vegas, Ryan se da cuenta de que ya no cree en esa filosofía de vida y se retira del escenario. En un inesperado impulso, él vuela a la casa de Alex en Chicago. Cuando él llama a la puerta y Alex la abre, Ryan se sorprende al descubrir que ella está casada y tiene hijos, y se va antes de que el esposo de Alex pueda sospechar algo. Más tarde Alex le dice por teléfono que su familia es su vida real y que él es un escape.
En el vuelo de regreso a casa, la tripulación anuncia que Ryan acaba de cruzar la marca de los diez millones de millas, y se lanza una pequeña celebración. El piloto principal de la aerolínea sale de la cabina para encontrarse con Ryan y entregarle su tarjeta del exclusivo club. El piloto señala que Ryan es la persona número 7 en formar parte del club y también que es la más joven en alcanzar el hito. Cuando el piloto le pregunta de dónde es él, un desanimado y descorazonado Ryan solo puede responder "de aquí".
Ryan llama a la aerolínea para transferir quinientas mil de sus millas para su hermana y su cuñado, lo suficiente para que puedan volar alrededor del mundo en su luna de miel. Su jefe le dice que una mujer que él y Natalie despidieron durante sus viajes se suicidó arronjándose de un puente, y que, debido a esto, Natalie renunció a la compañía vía mensaje de texto. También le informa que la compañía pondrá el programa de despido remoto en espera por lo que Ryan continuará volando indefinidamente.
En San Francisco, Natalie solicita un trabajo en una empresa que se lo había ofrecido anteriormente pero que ella rechazó antes de seguir a su, ahora, exnovio a Omaha. El entrevistador la contrata al quedar impresionado por sus calificaciones y por una brillante carta de recomendación escrita por Ryan.
La película concluye con Ryan ingresando casi sin ganas a un aeropuerto, teniendo una mirada vacía mientras contempla un gran tablero de destinos de vuelos, soltando su valija y reflexionando acerca de que esa misma noche, mientras que muchos estarán en sus hogares con sus familias, él también estará en su hogar, pues estará volando en un avión.

## Producción
Kirn escribió el libro después de un encuentro con otro de los pasajeros en una cabina de primera clase en la cual viajaba unos 300 días al año. Reitman comenzó a adaptar el libro en 2002, pero no terminó el guion hasta el 2008 debido a su dirección en Gracias por fumar y Juno. Reitman escribió las partes específicamente para George Clooney, Vera Farmiga, Anna Kendrick, Jason Bateman, Danny McBride, Melanie Lynskey, Amy Morton, Sam Elliott y Zach Galifianakis. Reitman incluye veintidós trabajadores recientemente despedidos procedentes de todo Estados Unidos. El rodaje fue principalmente en San Luis, Misuri. Otras escenas se rodaron en Detroit (Míchigan), Omaha (Nebraska), Las Vegas (Nevada) y Miami (Florida).
Reitman ha promocionado fuertemente la película; con las presentaciones personales durante los festivales de cine y proyecciones de otros, comenzando con el Festival de Cine de Telluride el 5 de septiembre de 2009. El estreno en América del Norte fue en la Aldea de Mann Theater de Los Ángeles, California, el lunes 30 de noviembre de 2009. Paramount programado una liberación limitada de América del Norte el 4 de diciembre de 2009, la ampliación de la liberación el 11 de diciembre de 2009, con la liberación de ancho fijado para la Navidad, 25 de diciembre de 2009. Los comentarios han sido en general positivos.

## Reparto[5]
- George Clooney como Ryan Bingham
- Vera Farmiga como Alex Goran
- Anna Kendrick como Natalie Keener
- Jason Bateman como Craig Gregory
- Chris Lowell como Kevin
- Danny McBride como Jim Miller
- Melanie Lynskey como Julie Bingham
- Zach Galifianakis como Steve
- J. K. Simmons como Bob
- Sam Elliot como Maynard Finch
- Tamala Jones como  Karen Barnes
- Amy Morton como Kara Bingham, la hermana del personaje de George Clooney.

## Premios[4]

### Premios Oscar
| Año  | Categoría               | Persona                      | Resultado |
| ---- | ----------------------- | ---------------------------- | --------- |
| 2010 | Mejor película          | Mejor película               | Nominado  |
| 2010 | Mejor director          | Jason Reitman                | Nominado  |
| 2009 | Mejor actor             | George Clooney               | Nominado  |
| 2009 | Mejor actriz de reparto | Vera Farmiga                 | Nominada  |
| 2009 | Mejor actriz de reparto | Anna Kendrick                | Nominada  |
| 2009 | Mejor guion adaptado    | Jason Reitman Sheldon Turner | Nominado  |

### Premios BAFTA
| Año  | Categoría               | Persona                      | Resultado |
| ---- | ----------------------- | ---------------------------- | --------- |
| 2009 | Mejor Película          | Mejor Película               | Candidata |
| 2009 | Mejor Actor             | George Clooney               | Candidato |
| 2009 | Mejor Actriz de Reparto | Vera Farmiga                 | Candidata |
| 2009 | Mejor Actriz de Reparto | Anna Kendrick                | Candidata |
| 2009 | Mejor Guion Adaptado    | Jason Reitman Sheldon Turner | Ganadores |
| 2009 | Mejor Montaje           | Dana E. Glauberman           | Candidato |

### Premios Globo de Oro
| Año  | Categoría               | Película                     | Resultado |
| ---- | ----------------------- | ---------------------------- | --------- |
| 2009 | Mejor Película - Drama  | Mejor Película - Drama       | Nominado  |
| 2009 | Mejor Director          | Jason Reitman                | Nominado  |
| 2009 | Mejor Actor - Drama     | George Clooney               | Nominado  |
| 2009 | Mejor Actriz de Reparto | Vera Farmiga                 | Nominada  |
| 2009 | Mejor Actriz de Reparto | Anna Kendrick                | Nominada  |
| 2009 | Mejor Guion             | Jason Reitman Sheldon Turner | Ganador   |

### Premios del Sindicato de Actores
| Año  | Categoría               | Película       | Resultado |
| ---- | ----------------------- | -------------- | --------- |
| 2009 | Mejor Actor             | George Clooney | Candidato |
| 2009 | Mejor Actriz de Reparto | Anna Kendrick  | Candidata |
| 2009 | Mejor Actriz de Reparto | Vera Farmiga   | Candidata |